# Waardeoverdracht pensioen in Nederland
Waardeoverdracht pensioen is het overdragen van opgebouwde pensioenrechten aan een nieuwe pensioenuitvoerder. Doel is het voorkomen van een pensioenbreuk die mogelijk zou kunnen ontstaan bij verandering van baan en pensioenregeling, doordat de al opgebouwde pensioenaanspraken achterblijven bij het oude pensioenfonds, en daarom niet langer actief worden opgebouwd en/of geïndexeerd (aangepast aan loonontwikkelingen en prijsontwikkelingen).

## Werkwijze
De werknemer moet zelf het initiatief nemen tot een waardeoverdracht pensioen. Hiertoe moet bij de nieuwe werkgever een verzoek worden gedaan bij de nieuwe pensioenuitvoerder. De nieuwe pensioenuitvoerder vraagt bij de oude een opgave van de opgebouwde pensioenaanspraken. Op basis daarvan wordt door de nieuwe pensioenuitvoerder een offerte (voorstel) gedaan voor de waardeoverdracht. Bij instemming van de werknemer - en in geval van huwelijk of geregistreerd partnerschap ook van de partner - wordt de waardeoverdracht toegepast. Dat kan bijvoorbeeld door toekenning van extra dienstjaren in de nieuwe pensioenregeling of door een bedrag aan ouderdomspensioen in te kopen.
Het overleg tussen de pensioenuitvoerders kost tijd. Daarom kan de totale doorlooptijd van de procedure ongeveer een half jaar zijn. De verzekeraars en bankinstellingen die zijn aangesloten bij het Verbond van Verzekeraars of Nederlandse Vereniging van Banken hanteren sinds 1 juli 2012 het Protocol Stroomlijning Kapitaaloverdrachten om hun werkwijzen onderling af te stemmen.

## Afweging
Een waardeoverdracht pensioen is niet per definitie voordelig. Er kan sprake zijn van verschillen tussen de voorwaarden van de oude en de nieuwe pensioenregeling. Bijvoorbeeld ten aanzien van het opbouwpercentage of de franchise (het salarisbedrag waarover geen pensioen wordt opgebouwd), of de keuze voor middelloonregeling of eindloonregeling.

## Wettelijk recht
Indien het verzoek tot een waardeoverdracht pensioen wordt gedaan bij de nieuwe werkgever, dan zijn de betrokken werkgevers en pensioenuitvoerders sinds 8 juli 1994 wettelijk verplicht hieraan mee te werken. Pensioenuitvoerders kunnen op zich ook oudere aanspraken (opgebouwd vóór 8 juli 1994) honoreren, maar zijn daartoe dus niet verplicht.
Een uitzondering op het recht tot waardeoverdracht pensioen is de situatie waarbij het overdragende of ontvangende pensioenfonds in staat van onderdekking verkeert, of als een 'noodregeling' van toepassing is. Bovendien zijn vanaf 1 juli 2012 kleine werkgevers, dat wil zeggen met een totale bruto loonsom van € 755.000 of minder, (tijdelijk) niet meer verplicht mee te werken aan waardeoverdracht, indien de werkgever meer dan € 15.000 moet bijbetalen én dit bedrag meer is dan 10 procent van de waarde die wordt overgedragen.
Vanaf 2015 is de beleidsdekkingsgraad bepalend of het pensioenfonds in onderdekking is. De beleidsdekkingsgraad is de gemiddelde dekkingsgraad over de laatste 12 maanden.